# Georges Lemaître

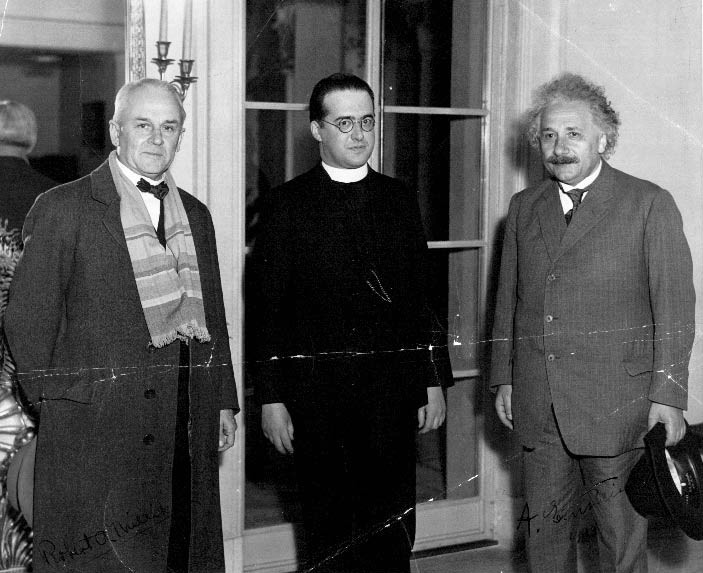
Robert Andrews Millikan, Georges Lemaître și Albert Einstein după prelegerea ținută de Lemaître la California Institute of Technology în ianuarie 1933

Georges Henri Lemaître (n. 17 iulie 1894, Charleroi, Valonia, Belgia – d. 20 iunie 1966, Leuven, Province of Brabant⁠(d), Belgia) a fost un preot și fizician belgian, întemeietor al teoriei Big Bang. El a fost creatorul teoriei expansiunii universului, atribuită greșit lui Edwin Hubble. Lemaître a fost primul care a obținut ceea ce se numește acum legea lui Hubble și a făcut prima estimare a ceea ce se numește acum constanta Hubble, lucruri pe care le-a publicat în 1927, cu doi ani înainte de articolul lui Hubble.
Lemaître a propus primul ceea ce cunoaștem drept teoria Big Bang asupra originii Universului, pe care el a denumit-o „ipoteza atomului inițial” sau „Oul Cosmic”.

## TeoriaBig Bang
Preotul născut la Charleroi a fost primul cercetător care a prezis prin calcule matematice cu 20 de ani mai înainte teoria că universul nu este static, ci este în continuă expansiune. Această dovadă a venit două decenii mai târziu în anul 1965 când Penzias și Wilson descopereau prin telescoape performante ecourile exploziei primordiale, adică a conceptului de Big Bang în forma cunoscută astăzi.
Lemaître însuși și-a descris teoria sa ca „oul cosmic care explodează în momentul creației”. Aceasta a devenit mai bine cunoscută sub numele de „teoria Big Bang”, un termen peiorativ inventat de Fred Hoyle. Cu toate acestea, Lemaître, ca preot, credea că Universul și deci și Pământul au fost create de către Dumnezeu.
Big Bang-ul este compatibil cu crearea lumii din nimic, idee susținută de creștinism începând cu secolul al II-lea d.Hr. și adoptată de iudaism. Fizicienii atei s-au opus inițial din acest motiv adoptării teoriei.
În 1951 papa Pius al XII-lea a declarat că teoria lui Lemaître validează științific catolicismul. Totuși, Lemaître s-a opus acestei proclamații, afirmând că teoria este neutră și că nu este nici legătură și nici contradicție între religie și teoria sa. Când Lemaître și Daniel O'Connell, consilierul științific al papei, l-au sfătuit pe papă să nu mai menționeze cosmogonia în public, el a fost de acord. Deși era catolic convins, autorul teoriei era contra amestecării științei cu religia, deși credea că cele două domenii ale experienței umane nu se aflau în conflict.